# حرق يهوذا

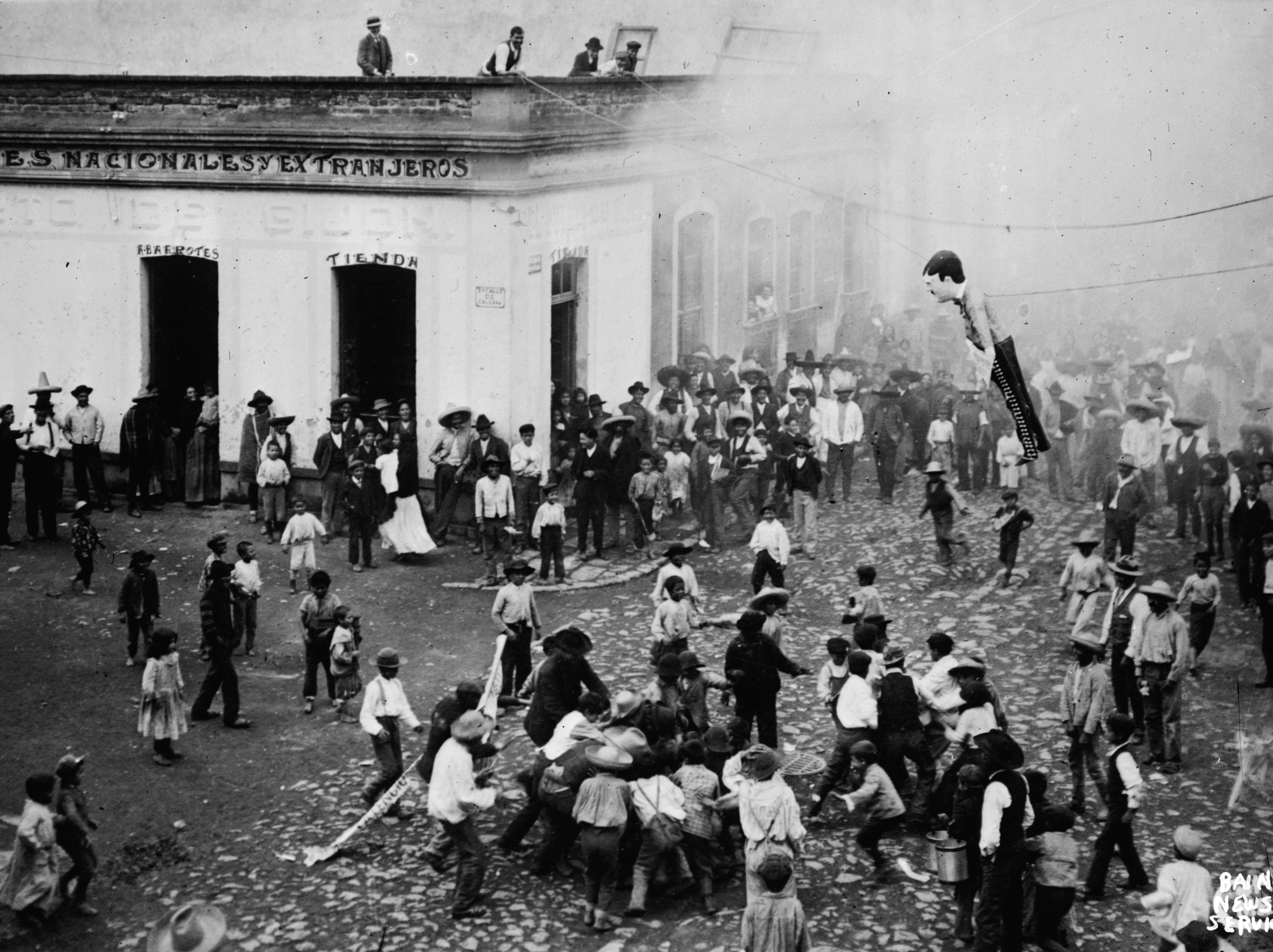
يهوذا معلق في دمية، مكسيكو سيتي ، أوائل القرن العشرين.

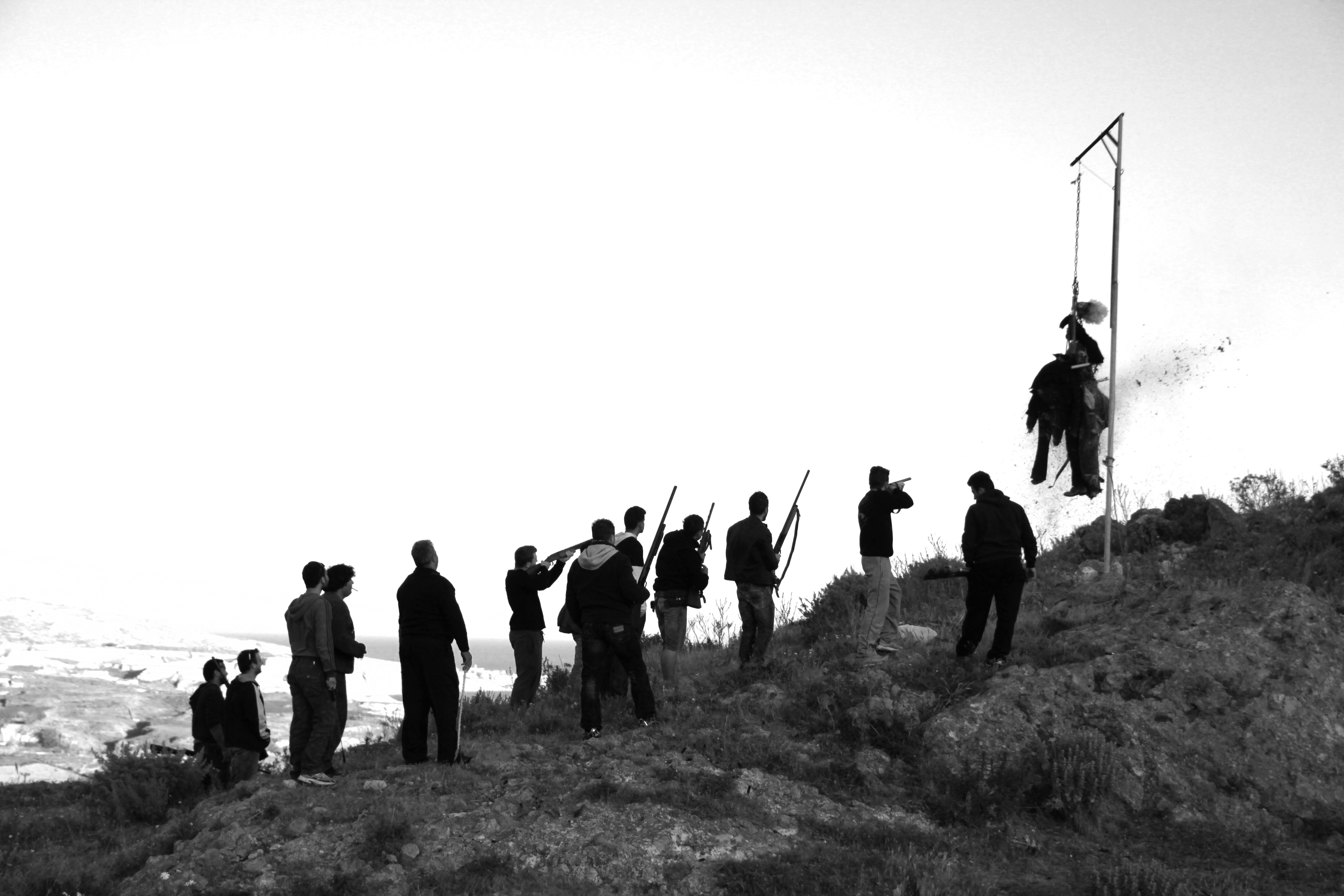
إطلاق النار على المشنقة التي تمثل يهوذا الإسخريوطي، سانتوريني ، اليونان، نيسان 2010.

حرق يهوذا هو طقس من الطقوس في عيد الفصح نشأت في المجتمعات المسيحية الأوروبية  حيث يتم حرق دمية ليهوذا الإسخريوطي. و قد يتم الإساءة لتماثيل يهوذا الأخرى بالشنق والجلد والتفجير بالألعاب النارية. من الطقوس المماثلة في التقليد اليهودي تعليق وحرق تمثال هامان وأبنائه العشرة خلال عيد المساخر، على الرغم من أن هذه ليست ممارسة معاصرة منتشرة على نطاق واسع.
على الرغم من أنها ليست جزءًا رسميًا من الدورة الليتورجية لعيد الفصح، إلا أن هذه العادة عادة ما تكون جزءًا من إعادة تمثيل قصة الآلام التي يمارسها المؤمنون خلال عيد الفصح. تختلف العادات، ولكن عادة ما يتم تعليق دمية يهوذا يوم الجمعة العظيمة، ثم يتم حرقها ليلة عيد الفصح.
تحدث هذه الممارسة في أجزاء كثيرة من أمريكا اللاتينية عشية العام الجديد كرمز لتخليص المرء من الشر وبدء عام جديد في النقاء الروحي. هذه العادة، التي يتم خلالها حرق الدمية على وتد، تسمى حرق يهوذا في أوروغواي والأرجنتين.

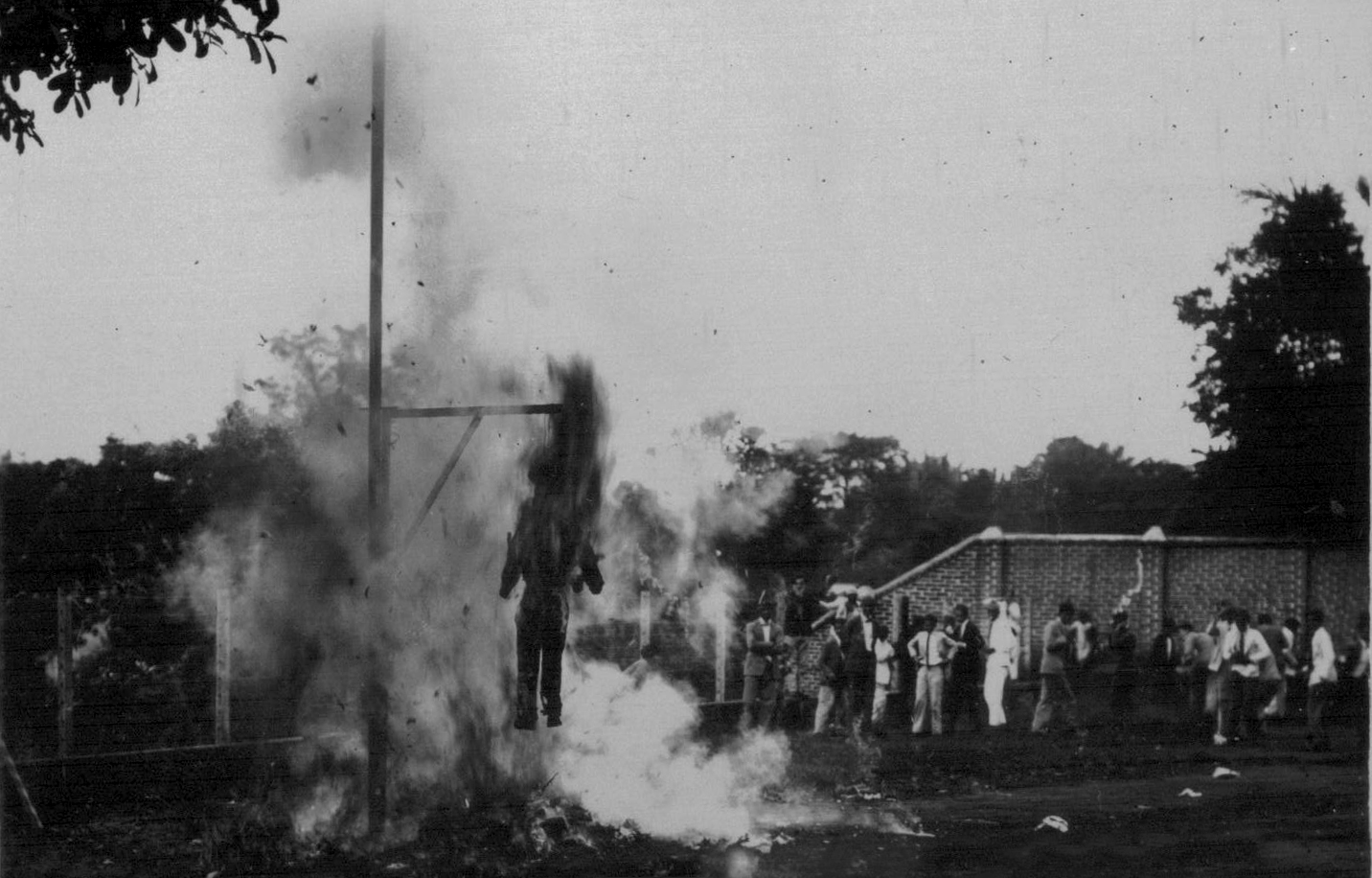
حرق يهوذا في جويز دي فورا، البرازيل، 1909.

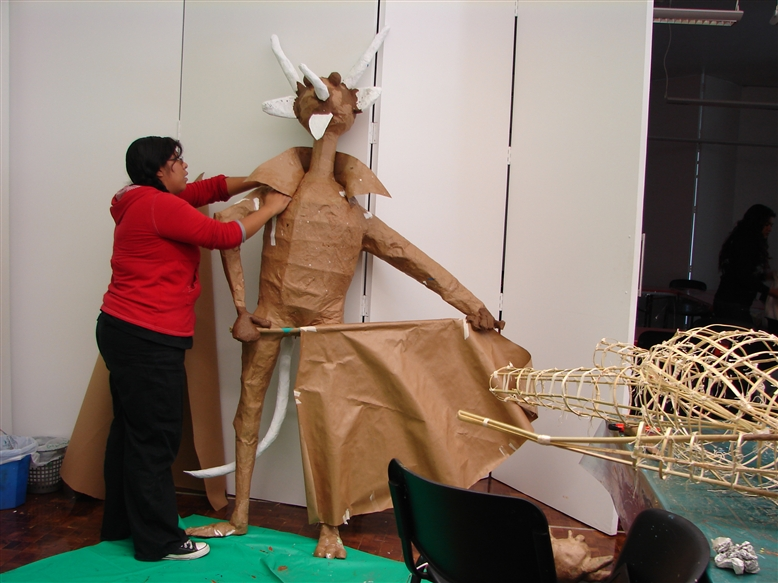
إنشاء شخصية يهوذا على شكل شيطان في ورشة عمل في متحف الفن الشعبي، مكسيكو سيتي.

كان هذا الطقس يُمارس على نطاق واسع في جميع أنحاء العالم المسيحي في إنجلترا، اليونان، المكسيك، البرازيل، البرتغال، ألمانيا،  النمسا، جمهورية التشيك، سلوفاكيا،  بولندا، إسبانيا، أوروغواي، فنزويلا، تشيلي،بيرو، كوستاريكا، قبرص (حيث يطلق عليها "لامبراتسيا")،  الفلبين،  باراجواي (حيث يطلق عليها "يهوذا كاي")، نيجيريا ، وأماكن أخرى. ولا تزال هذه التقاليد الشعبية تمارس حتى اليوم في العديد من تلك البلدان.  
لا يزال التقليد التشيكي المتمثل في إغراق وحرق تمثال يهوذا يمارس في عدد من القرى في منطقة باردوبيتسه. أصدرت دار سك العملة التشيكية عملة ذهبية في عام 2015 لإحياء ذكرى هذه العادة الشعبية،  وتم ترشيح هذه العملة الذهبية لحماية اليونسكو كجزء من التراث الثقافي لتلك الأمة. 
حدثت عمليات حرق يهوذا أيضًا في منطقة دينجل في ليفربول، إنجلترا في أوائل ومنتصف القرن العشرين، ولكن يتم إيقافها من قبل الشرطة.  يمارس الأطفال في منطقة ساوث إند في ليفربول هذه العادة في أواخر القرن العشرين. آخر حرق لليهوذا كان في عام 1971 وأجراه الأسطورة المحلية آلان ريتديك على أرض قاحلة بين شارع بروفيت وشارع نورثمبرلاند في منطقة ليفربول 8.  إن حرق يهوذا ليس أمرًا تقليديًا في إنجلترا، على الرغم من وجود عادة مشابهة جدًا لحرق دمية المتمرد الكاثوليكي جاي فوكس. لا تزال ممارسة حرق دمية للبابا بولس الخامس موجودة أيضًا في إنجلترا، حيث يتجمع ما يصل إلى 50000 بروتستانتي في Bonfire Night في لويس لمشاهدة الأحداث. 

## معاداة السامية
عادة حرق يهوذا (منتشرة في جميع أنحاء اليونان وتسمى أحيانًا "حرق اليهودي")، بالإضافة إلى انتقاداتها المتكررة من قبل المجلس المركزي للجاليات اليهودية في اليونان والإدانة الرسمية من قبل الكنيسة الأرثوذكسية اليونانية.
في أمريكا اللاتينية، على الرغم من الطبيعة المثيرة للجدل لمعاداة السامية المرتبطة بـ "حرق اليهودي" (أحد ألقاب هذه العادة العديدة)، إلا أنها لا تعتبر عملاً عدائيًا تجاه اليهود الأشخاص أو العرق ولكنه ببساطة يمثل "الشر".

## روابط خارجية
- ويكي الكتب:الغصن الذهبي/مهرجانات النار في أوروبا